# Marcos Patronelli
Marcos Patronelli, né le 1er février 1980 à Las Flores (Argentine), est un pilote argentin de rallye-raid, de motocross et de quad. Il est trois fois vainqueur du Rallye Dakar catégorie quad en 2010, 2013 et 2016. Il est le frère de Alejandro Patronelli.

## Palmarès

### Résultats au Rallye Dakar
| Année | Categorie | Marque            | Position      | Victoires d'etapes |
| ----- | --------- | ----------------- | ------------- | ------------------ |
| 2009  | Quad      | Yamaha Raptor 700 | 2e            | 3                  |
| 2010  | Quad      | Yamaha Raptor 700 | 1er           | 5                  |
| 2011  | Quad      | Yamaha Raptor 700 | abd (étape 4) |                    |
| 2012  | Quad      | Yamaha Raptor 700 | 2e            | 3                  |
| 2013  | Quad      |                   | 1er           | 4                  |
| 2014  | Quad      |                   | abd           | 1                  |
| 2016  | Quad      |                   | 1er           | 3                  |